# Гамронгеон
Гамронгеон (швед. Hamrångeån) — мала річка на півночі Швеції, у лені Євлеборг. Площа басейну  — 517,9 км².  Середня річна витрата води — 5,5 м³/с. 
Частка басейну річки Гамронгеон, яку займає водна поверхня річок і озер становить 8,4 %. Більшу частину басейну річки — 80,4 % — займають ліси, території сільськогосподарського призначення займають 2,8 % площі басейну, болота — 4,5 %. 